# Stanisław Kaczanowski
Stanisław Andrzej Kaczanowski ur. 5 stycznia 1940 w Warszawie, zm. 29 grudnia 2022 w Warszawie, polski inżynier automatyk, doktor nauk technicznych, specjalista w dziedzinie robotyki i systemów automatyzacji, wieloletni dyrektor Przemysłowego Instytutu Automatyki i Pomiarów PIAP.

## Życiorys
Stanisław Andrzej Kaczanowski urodził się 5 stycznia 1940 w Warszawie. Rodzicami byli Franciszek i Helena z domu Wachowicz. Rodzina mieszkająca na Woli szczęśliwie przeżyła niemiecką masakrę ludności tej dzielnicy Warszawy w czasie Powstania Warszawskiego w sierpniu 1944. Stanisław Kaczanowski studiował na Oddziale Mechaniki Precyzyjnej Wydziału Mechaniczno-Technologicznego Politechniki Warszawskiej, który w roku 1962 przekształcono w samodzielny Wydział Mechaniki Precyzyjnej. Studia ukończył z tytułem magistra inżyniera w 1963. Po ukończeniu studiów rozpoczął pracę w Katedrze Automatyki Mechanicznej Wydziału jako inżynier stażysta. Następnie był zatrudniony na stanowisku inżyniera. W 1969 obronił pracę doktorską "Synteza układów logicznych z kaskadowych elementów o swobodnym strumieniu" i otrzymał tytuł doktora nauk technicznych.
W 1971 Stanisław Kaczanowski rozpoczął pracę w  Przemysłowym Instytucie Automatyki i Pomiarów MERA-PIAP podlegającym w tym czasie Zjednoczeniu MERA Ministerstwa Przemysłu Maszynowego. Początkowo był kierownikiem Pracowni Techniki Strumieniowej. W 1973 otrzymał stanowisko docenta, następnie funkcję kierownika zespołu. Był to okres przełomowy, związany z zakupem licencji na roboty przemysłowe ASEA, wdrażaniem ich do produkcji i pierwszymi zastosowaniami nowej techniki w przemyśle.
W latach 1980–1981 Stanisław Kaczanowski był jednym z inicjatorów utworzenia struktury NSZZ "SOLIDARNOŚĆ" w Instytucie i należał do jej kierownictwa. 13 grudnia 1981 ogłoszono stan wojenny. Następnego dnia załoga Przemysłowego Instytutu Automatyki i Pomiarów zdecydowała o rozpoczęciu protestacyjnego strajku okupacyjnego. Ówczesne kierownictwo Instytutu podjęło decyzję o wezwaniu i wprowadzeniu na teren Instytutu oddziału milicji. W trakcie interwencji Stanisław Kaczanowski został zatrzymany wraz z innymi członkami Komisji Zakładowej Związku.
W okresie 1986–1990 Stanisław Kaczanowski był sekretarzem naukowym Instytutu.
W 1990, po wygraniu konkursu, Stanisław Kaczanowski objął funkcję dyrektora Instytutu. Stanął przed największym wyzwaniem w dotychczasowej historii Przemysłowego Instytuty Automatyki i Pomiarów PIAP - koniecznością dostosowania do zasad gospodarki rynkowej. Wymagało to zmiany struktury organizacyjnej, intensywnego, wielokierunkowego marketingu, motywacji pracowników do innowacji,  do wydajności pracy i zapewnienia wysokiej jakości produktów. Jako ważne działania podnoszące znaczenie Instytutu należy wymienić inicjację organizacji branżowych Targów "AUTOMATICON"  z towarzyszącymi sympozjami i konferencjami w  1995 oraz stworzenie w 1997 pisma "Pomiary Automatyka Robotyka PAR". Instytut uzyskał wysoką pozycję naukową, znaczenie rynkowe i solidne podstawy ekonomiczne.
W latach 2005–2020 Stanisław Kaczanowski pełnił funkcję zastępcy dyrektora Instytutu do spraw badawczo-rozwojowych. W 2010 uzyskał stanowisko profesora nadzwyczajnego (od 2018 profesora instytutu).  W tym okresie Przemysłowy Instytut Automatyki i Pomiarów PIAP (od 2019 w ramach Sieci Badawczej Łukasiewicz) realizował we współpracy międzynarodowej ważne projekty dla instytucji europejskich:
- projekt Talos - system ochrony granic,
- projekt Proteus - system przeznaczony do działań antyterrorystycznych i antykryzysowych,
- projekty dla Europejskiej Agencji Obrony,
- projekty dla Europejskiej Agencji Kosmicznej[10].

Od roku 2020 Stanisław Kaczanowski skupił swoją aktywność na pracy w Komitecie Programowym  Krajowych Konferencji Automatyki i działalności edytorskiej.
Zmarł 29 grudnia 2022. Został pochowany w grobie rodzinnym na Cmentarzu Wolskim w Warszawie.

## Działalność naukowo-dydaktyczna
Stanisław Kaczanowski był promotorem pracy doktorskiej i recenzentem 18 rozpraw doktorskich.

## Członkostwo w organizacjach naukowych
Stanisław Kaczanowski był członkiem Komitetu Automatyki i Robotyki,Wydział IV - Nauk Technicznych, Polska Akademia Nauk.

## Działalność organizacyjna i ekspercka[11]
Stanisław Kaczanowski był przewodniczącym:
- w Ministerstwie Nauki i Szkolnictwa Wyższego; Zespoły Specjalistyczne, Interdyscyplinarne, Doradcze i Zadaniowe Ministra;
- w Zespole Interdyscyplinarnym do spraw Działalności Wspomagającej Badania w zakresie Informacji i Upowszechniania Nauki

i członkiem następujących gremiów:
- Komisji Legislacji Rady Głównej Jednostek Badawczo-Rozwojowych,
- Komisji Innowacji i Wdrożeń Rady Głównej Jednostek Badawczo-Rozwojowych,
- Komisji Innowacji i Wdrożeń Rady Głównej Instytutów Badawczych,
- Komisji Legislacji Rady Głównej Instytutów Badawczych,
- Komisji Rewizyjnej Rady Głównej Instytutów Badawczych.

## Nagrody i wyróżnienia[1]
- Krzyż Kawalerski Orderu Odrodzenia Polski,
- List Gratulacyjny od Prezydenta RP (dwukrotnie),
- Nadroda Rektora Politechniki Warszawskiej,
- Nagroda Rektora Politechniki Śląskiej,
- Nagroda Sekretarza Naukowego Polskiej Akademii Nauk,
- Nagroda Ministra Przemysłu Maszynowego (dwukrotnie)

## Wybrane publikacje
- Kaczanowski S., Olszewski M., Wański Z., Płynowe elementy i układy logiczne,Wydawnictwa Komunikacji i Łączności, Warszawa, 1971
- Kaczanowski S., Kempiński B., Tryburcy J., Kierunki rozwoju oraz zastosowania robotów przemysłowych, CINTiE, Warszawa, 1981
- Kaczanowski S., Olszewski M., Stan i kierunki rozwoju robotyzacji w rozwiniętych przemysłowo krajach świata i w Polsce. CINTiE, Warszawa 1986.